# Serra del Solà d'en Forn
La Serra del Solà d'en Forn és una serra a cavall dels municipis de Fogars de la Selva a la comarca de la Selva i el de Sant Celoni a la comarca del Vallès Oriental, amb una elevació màxima de 299 metres. La serra, compresa dins dels límits del Parc de Montnegre-Corredor, separa les rieres de Fuirosos i Ramió. Hi destaca el Turó del Vicari (222 msnm) per la seva prominència.